# Башти, Юли
Юли Башти (венг. Básti Julia; род. 10 августа 1957, Будапешт, Венгерская Народная Республика) — венгерская актриса

 театра и кино.

## Биография
Юли Башти родилась 10 августа 1957 года в Будапеште. Отец, Лайош Башти (1911—1977), является лауреатом премии премии имени Кошута, мать, Жужа Зольнаи (1932—2011), актриса и лауреат премии имени Мари Ясаи. 
В 1980 году поступила в колледж театрального и киноискусства. Именно тогда она сыграла свою первую роль в кино.
Замужем за Пушкаш Тамаш, директором Центрального театра, от которого у неё два сына: Сэм и Давид. В более раннем браке была замужем за Петером Готаром и имеет сына Мартина.

## Фильмография
- 1984 — Красная графиня
- 1983 — Мисс Аризона